# Бішково
Бі́шково (рос. Бишково) — присілок у складі Красноуфімського міського округу (Натальїнськ) Свердловської області.
Населення — 98 осіб (2010, 125 у 2002).
Національний склад станом на 2002 рік: татари — 93 %.